# Alicja Mazan-Mazurkiewicz
Alicja Mazan-Mazurkiewicz (ur. 15 kwietnia 1972 w Łodzi) – polska literaturoznawczyni, dr hab. nauk humanistycznych. Pracuje w Zakładzie Literatury Pozytywizmu i Młodej Polski Wydziału Filologicznego Uniwersytetu Łódzkiego.

## Życiorys
W 1996 ukończyła studia z zakresu filologii polskiej na Uniwersytecie Łódzkim, 29 czerwca 2001 obroniła pracę doktorską Inspiracje biblijne w utworach Romana Brandstaettera, 19 lutego 2016 habilitowała się na podstawie pracy zatytułowanej Liryka ks. Jana Twardowskiego. Spotkanie ze św. Teresą z Lisieux.